# Estádio José Dellagiovanna
O Estádio José Dellagiovanna, também conhecido popularmente como Coliseo de Victoria, é um estádio multiuso localizado na cidade de Victoria, no partido de San Fernando, na província de Buenos Aires, na Argentina. A praça esportiva, usada principalmente para o futebol, pertencente ao Tigre, foi inaugurada em 20 de setembro de 1936 e tem capacidade aproximada para 26 282 espectadores.

## História

### Origem do nome
Seu nome oficial é uma homenagem a Don José Dellagiovanna, um dos fundadores e primeiro presidente do Tigre.